# Tcheng Yu-hsiu
Tcheng Yu-hsiu, född 1891, död 1959, var en kinesisk jurist.
Hon blev 1926 landets första kvinnliga advokat, och dess första kvinnliga domare. 